# 隋平李佛子之战
隋平李佛子之战是一场发生于602年中国隋朝和野能国政权（即越南前李朝）之间的军事冲突。
592年，野能国君主李佛子承认了隋的宗主权。601年，隋朝召李佛子前去長安。但李佛子推迟前往的日期，并于翌年起兵反隋。他派兄长的儿子李代权据守龙编，将军李普鼎据守鸣鸢城，将野能国的军队集中于古螺和龙编。隋文帝拜刘方为交州道行军总管，以度支侍郎敬德亮为长史，统领二十七营前往征讨。
隋军从云南出发，而野能国军队由于未预料到隋军会从此路线前来而未做好准备。隋军在都隆岭击败了起义军，刘方派人前去劝降。最终，李佛子向隋军投降，隋军俘虏了李佛子并将其送往长安。隋军也迫使当地剩余氏族臣服。征服的领土被并入中国的统治之中。